# 중앙대학교병원
중앙대학교병원(中央大學校病院)은 서울특별시 동작구 흑석동에 위치한 상급종합병원이다.

## 역사

### 중구 필동 시대
1968년 6월 10일, 서울특별시 중구 필동에서 '한국의과학연구소 부속 성심병원'으로 개원한다. 이 병원은 가톨릭대학교 의과대학 소속 교수들이 합심해 개원한 병원이었다. 1971년 12월 28일에 중앙대학교가 이 병원을 인수한다.

### 용산 병원의 기능 이전·통합
중앙대학교의료원은 1984년 5월 11일부터 한국철도공사가 운영하던 용산철도병원을 임대해 '중앙대학교 용산병원'으로 운영하였다. 서울 용산구 한강로3가 일대에 1만885m2(약 3,300평) 규모였으며, 1907년 조선통감부 철도국 전용의 '용산동인병원'으로 개원한 병원이였다. 2011년 그간 한국철도공사로부터 임대해 운영하던 용산병원을 임대 기간 만료로 철수하며 흑석동 병원으로 기능을 이전, 통합하였다.

### 동작구 흑석동 시대
2004년 12월 18일에 중앙대학교 서울캠퍼스가 있는 동작구 흑석동에 새로이 자리잡으면서 중구 필동 시대를 마감하고 동작구 흑석동 시대를 열었다. 2011년 3월 31일에는 연면적 11,691㎡에 320병상을 갖춘 지상 10층 규모의 병동인 '다정관'을 완공하였다. 이 곳에는 갑상선센터와 건강증진센터가 들어섰다.
2015년 기준으로 845병상에 일일평균 외래환자 3,000여명 이상이며, 직원 2,000여명에 달한다. 2012년부터 대한민국의 43개 의대 중 교수 1인당 과학인용색인(SCI)급 논문 편수가 매년 5위권 이내를 기록할 만큼 우수한 연구 업적 및 의료진의 역량을 갖추고 있다. 또 갑상선센터, 심장혈관·부정맥센터, 소화기센터, 척추센터, 소아진료탑팀, 신생아 집중치료센터, 게임 중독 치료 전문센터, 암환자 다학제 진료, 외래마취/수술전평가실 등을 운영해 병원의 진료 역량을 높여오고 있다. 이러한 이유로 보건복지부의 의료기관평가 인증을 받았으며, 고객중심경영 대상, 대한민국보건산업 대상 등을 수상하였고, 의료관광 우수 유치기관으로 선정되었다. 한편 2012년 국제진료팀을 신설한 이후 외국인 환자 유치 실적이 급격히 상승해 2015년에만 1만 3,000여명의 외국인 환자가 병원을 다녀가기도 했다. 그동안 대한민국에서 '제2기 상급종합병원'으로 선정되어 운영되어 왔으며, 2018년부터 2020년까지 유지되는 '제3기 상급종합병원'으로도 지정되었다.

## 같이 보기
- 중앙대학교
- 중앙대학교의료원
- 중앙대학교광명병원